# Ageneiosus valenciennesi
El manduvá, manduvé o manduví (Ageneiosus valenciennesi) es una especie de pez gato (orden Siluriformes) de la familia Auchenipteridae. 
Tiene coloración blanca rosada,  piel transparente destacándose un dibujo característico, ramoso y negro. Alcanza poco tamaño, unos 40  cm en ejemplares adultos y un peso máximo alrededor de 1 kg.

## Ecología
Tanto esta como Ageneiosus brevifilis  carecen de defensas,  cabeza larga y aplanada, carne blanca y muy rica, confían en su habilidad natatoria para no ser predados de los muchos peligros que los acechan. De costado, su aspecto no es bonito, son barrigones,  vientre caído, aunque sus vísceras ocupan un lugar muy reducido, por ser de poco volumen. En su cuerpo se destaca una aleta dorsal colocada muy adelante y una pequeña adiposa cerca de la anal.
Aparecen en el río de noviembre a diciembre y algo de enero, pero si se mantiene el calor quedan más tiempo. Hay años de abundancia que se producen después de las grandes crecientes de los ríos Paraná y Uruguay.
Habita zonas con vegetales y de suaves corrientes. En las cuencas de los ríos Paraná Medio e Inferior; Uruguay Medio e Inferior; Río de la Plata.  Desova en el río Uruguay en noviembre y diciembre.
Se pesca en el río Uruguay todo el año, principalmente en agosto, septiembre, marzo y abril; y en el río Paraná en primavera, verano y comienzos del otoño.
Está amenazado por sobrecaptura.